# Симмонс, Лили
Ли́ли Си́ммонс (англ. Lili Simmons; род. 23 июля 1993) — американская актриса и модель.

## Биография
Симмонс родилась и выросла в прибрежном посёлке Кардифф-бай-зе-Си, расположенном в городе Энсинитас, округ Сан-Диего, Калифорния. В возрасте 15 лет её заметила скаут «молодых талантов» Кейт Линден, после чего Симмонс подписала контракт с модельным агентством Ford Models. Также она сотрудничала с брендами женской одежды Bebe Stores и Roxy и снималась в рекламе ряда других компаний, включая J.C. Penney и Saturn.
В 2010 году начала актёрскую карьеру, снявшись в веб-сериале «Голливуд это как школа с деньгами» (англ. Hollywood Is Like High School with Money). В том же году она снялась в эпизоде ситкома «Зик и Лютер».
В 2013 году начала сниматься в сериале «Банши», где сыграла роль Ребекки Боуман. Также в 2013 году она снялась для журнала Maxim.
В 2014 году Симмонс снялась в нескольких эпизодах сериалов «Гавайи 5.0» и «Настоящий детектив».
В 2017 году сыграла роль Натали Джеймс в пятом сезоне сериала «Рэй Донован». В 2018 году снялась в сериале «Судная ночь», сыграв роль Лайлы.

## Фильмография

### Фильмы
| Год  | Название                     | Роль             | Примечания             |
| ---- | ---------------------------- | ---------------- | ---------------------- |
| 2012 | Миром правит толстый мальчик | Изабель          |                        |
| 2015 | Костяной томагавк            | Саманта О’Дуайер |                        |
| 2016 | Грязная ложь                 | Мишель           |                        |
| 2016 | Робин Гуд: Я люблю Нью-Йорк  | Робин Гуд        | Короткометражный фильм |
| 2017 | Двойное лицо                 | Сэнд             | Короткометражный фильм |
| 2017 | Плохая партия                | Райли            |                        |

### Телесериалы
| Год        | Название                                      | Роль                             | Примечания                                     |
| ---------- | --------------------------------------------- | -------------------------------- | ---------------------------------------------- |
| 2010       | Зик и Лютер                                   | Мия                              | Эпизод: «Грязь»                                |
| 2011       | Мистер Саншайн                                | Горячая девушка                  | Эпизод: «Работник года»                        |
| 2011       | Прекрасный «принц»                            | Лола                             | Телевизионный фильм                            |
| 2012       | В стиле Джейн                                 | Пайпер Грейс                     | Эпизод: «Модель-тинейджер»                     |
| 2013       | Вегас                                         | Фэй Байндер                      | Эпизод: «Поездка»                              |
| 2013—2016  | Банши                                         | Ребекка Боуман                   | 37 эпизодов                                    |
| 2014       | Настоящий детектив                            | Бет                              | Эпизоды «Галлюцинации» и «Дома с привидениями» |
| 2014—2017  | Гавайи 5.0                                    | Эмбер Витале / Мелисса Армстронг | 6 эпизодов                                     |
| 2017       | Рэй Донован                                   | Натали Джеймс                    | 8 эпизодов                                     |
| 2016; 2018 | Мир Дикого запада                             | «Новая» Клементина               | 2 эпизода                                      |
| 2018       | Судная ночь                                   | Лайла                            | 9 эпизодов                                     |
| 2018       | Закон и порядок: Специальный корпус           | Джина Гудрич                     | Эпизод: «Аккредо»                              |
| 2019       | Готэм                                         | Селина Кайл                      | Эпизод «Начало…»                               |
| 2022—н. в. | Власть в ночном городе. Книга четвёртая: Сила | Клаудия Флинн                    | 20 эпизодов                                    |

### Веб-сериалы
| Год       | Название                          | Роль           | Примечания |
| --------- | --------------------------------- | -------------- | ---------- |
| 2010      | Голливуд это как школа с деньгами | Куинн Уитакер  | 9 эпизодов |
| 2013—2016 | Банши: Предыстория                | Ребекка Боуман | 3 эпизода  |